# TSCナイス5
『TSCナイス5』（ティーエスシー ナイス ファイブ）は、1990年4月2日から2003年3月28日までテレビせとうちで放送された夕方のローカルニュース番組で13年間放送された。放送時間は月曜～金曜17:25 - 17:55。

## 概要
番組開始当初は女性のキャスター・記者・ディレクター・リポーターを中心に放送した。
2000年からは男性キャスターを起用した。

## キャスター
- 宮本有（記者）[3]
- 東馬紀江[3]
- 那須敦子[3]
- 石村理香
- 末田景子